# Columbiana County
Columbiana County är ett administrativt område (county) i delstaten Ohio, USA. År 2010 hade countyt 107 841 invånare. Den administrativa huvudorten (county seat) är Lisbon.

## Geografi
Enligt United States Census Bureau har countyt en total area på 1 386 km². 1 378 km² av den arean är land och 8 km² är vatten.

### Angränsande countyn
- Mahoning County - nord
- Lawrence County, Pennsylvania - nordost
- Beaver County, Pennsylvania - öst
- Hancock County, West Virginia - sydost
- Jefferson County - syd
- Carroll County - sydväst
- Stark County - väst

### Orter
- East Palestine
- Lisbon (huvudort)
- Wellsville